# 甘南備永資
甘南備 永資（かんなび の ながすけ、生没年不詳）は、平安時代中期の官人。官職は右衛門少尉。藤原道長の家人。

## 経歴
一条朝初頭の永延2年（988年）中納言・藤原道長の推挙によって、永資は省試に応試したが落第した。立腹した道長は従者に命じて試験官であった式部少輔・橘淑信を拉致し、試験結果を改ざんするよう迫った。
長徳3年（997年）永資は右衛門少尉の官職にあったが、強盗の首領・某丸等を捕縛。さらに強盗の仲間を追捕するために、左衛門志・錦為信らと近江国に派遣されている。
永資の出自は明らかでないが、後年になると道長の家司に甘南備保資という名が現れることから、永資はこの保資の一族に相違なく、同様に道長の家人の一人だったと考えられる  。